# Kamal Al Taweel
Kamal Al Taweel  (en árabe: كمال الطويل, o Kamal Al Tawil, Egipto,  11 de octubre de 1922 - 9 de julio de 2003) También trascrito como Kamal El Tawil. Fue un destacado compositor y autor Egipcio. Muchas de sus obras, de tono patriótico y nacionalista, son recordadas por su sociedad artística con el cantante Abdel Halim Hafez.

## Biografía
Kamal Mahmoud Zaki Al Taweel, nació el 8 de mayo de 1922 en la ciudad de Tanta, Egipto. Luego de culminado sus estudios primarios, su padre, Mahmoud Zaki Bey Al Taweel, envía a su hijo a El Cairo para que pudiera cursar sus estudios superiores. 
Kamal, en 1942 se graduó en la escuela de artes e ingreso a trabajar en el Ministerio de Asuntos Sociales. Sin embargo, su gusto por la música, lo llevó a cursar por las noches en el Instituto Superior de Música Árabe de El Cairo. Luego de haber desempeñado varios trabajos ingresa a la radio nacional Egipcia realizando labores administrativas y luego ascendiendo hasta las oficinas encargadas del área de música y canto en donde toma contacto con la industria musical egipcia. Luego de un breve periodo en el Ministerio de Educación como Inspector de educación Musical, decide en 1965 incursionar en la composición.

## Actividad como compositor

### Con Abdel Halim Hafez
Kamal Al Taweel, tuvo una relación distintiva de amistad con el cantante Abdel Halim Hafez, especialmente después de graduarse con Faida Kamel y el director de orquesta Ahmed Fouad Hassan del Instituto de música árabe de El Cairo en 1951. 
Esa amistad con Abdel Halim Hafez lo llevó a componer muchas de sus canciones para él, las cuales ascienden a un total de 56 composiciones entre populares y patrióticas. 
- Con el poeta Morsi Jamil Aziz, compusieron varias de esas canciones, como "Yadin Al-Yomn", la que Abdel Halim Hafez cantó en sus inicios, "Al Helou Hayati", cantada en una de las películas, "Fi Youm Fi Shahr Fi Sana" (Considerada una de las más bellas canciones de Abdel Halim), "Rah Rah", "Al-Helwa", "Balash Etab" (que es La última canción emotiva cantada por Abdel Halim, compuesta por Kamal Al Taweel), entre muchas más. Además le compuso tres canciones nacionales, "That Layla" en 1959 , "Baladi Ya Baladi" en 1964 y "Ya Kuwait Ya Habiba" en 1970.

- También junto con el poeta Maamoun Al-Shennawi compusieron varias canciones que Abdel Halim Hafes cantó en sus películas como: "kifaya nurak alaya", "Hallefny", "Beiny We Beinak Eh", "Sodafah", "Fi Yom Min El Ayam", "Baed Aeh ", además Para una canción patriótica, "ini malakat fi idi zamamy" en 1956.

- Kamal Al Taweel junto con el poeta Salah Jaheen, realizaron varias canciones nacionales como "Ehna El Sha'ab" en 1956, "Bel Ahdan" 1961, "El Masaolya " 1963, "Ya Ahlan Belma'arek" 1965, " Sora Sora " 1966, "Nasser Ya Hurriyah" que fue presentadas cuando el presidente Gamal Abdel Nasser renunció durante la Guerra de los Seis Días de junio de 1967 .

- Con el poeta Abdel Rahman Al Abnudi, Kamal Al Taweel presentó un conjunto de canciones nacionales durante la guerra de junio de 1967 , incluyendo "Inadhara", "Rayet El Arab", "Ahlef Besamaha", "Bil Dam", "Adurba", "Borkan Alghdab", "Ebnak Yeolak", además la canción "Sabah alkhayr ya sina" en 1974.

- Kamal Al Taweel también realizó obras para Abdel Halim Hafez del poeta Hussein Al-Sayed como: "Habib Hayati", "Ally Ainshaghalat Ealayah, "bie Qalbak". En colaboración con el poeta Muhammad Ali Ahmed las canciones, "la Itilmani", "Ali Qadd Al-Shouq". Tambien Taweel presto su música para las canciones "Samara" (del príncipe Abdullah Al-Faisal bin Abdul Aziz Al Saud ) y "Waiqaa" (de Salah Abdul Sabour ), además de canciones nacionales como "Hikayat Shueb" y "Matalib Shaeba" (de Ahmed Shafiq Kamel), y "Khdini Maeak Yahawaa" (por Muhammad Hamza).

### Con Umm Kalzum
Kamal Al Taweel también le compuso algunas obras musicales para la gran cantante egipcia Um Kalzum las que incluyen: "Algahirak Ma madadat ida", "Gharib Ealaa bab Al-arja", estas dos obras con letra del poeta Taher Abu Fasha. Pero la canción más famosa de Al Taweel compuesta para Kalzum fue en la canción "Walla Zaman Ya Selahy" (En idioma árabe:والله زمان يا سلاحي ), del poeta Salah Jaheen, que se estrenó en 1956 durante la agresión tripartita contra Egipto, y fuera adoptada como el himno nacional para Egipto hasta el final de los años 70' (setenta) del siglo XX, para volver al himno nacional de Egipto "Biladi Biladi" del compositor Sayed Darwich.

### En Cine
Kamal Al Taweel compuso varias bandas sonoras para las películas del director Youssef Chahine como: "Eawdat al ibin alddal" (En idioma árabe:عودة الابن الضال ) con letra de Salah Jaheen y la voz de Majida El Roumi, y además para la película, del año 2004 "Iskandaria New York" (En idioma árabe: إسكندرية نيويورك) la que llevó una mención especial del director a Kamal Al Taweel quien ya había fallecido en el año 2003.

### Composiciones para otros cantantes
A continuación se detallan algunas canciones compuestas por Kamal Al Taweel para los siguientes cantantes:
- Najat Al Saghira: "Alshuwq walhabu" - "Aistunaniun" - "Lu yutawil albued" - "Eaysh Meayana" - "La tantaqid khujlaa" de la poeta Souad al Sabah.

- Leila Mourad: "¿lyah khultani 'ahbaka?" del poeta Mamoun El Shenawi.

- Fayza Ahmed: "Asmar Ya Asmarani" del poera Ismael Al Habrouk, y "Ya ma qalbi qalili la'a".

- Warda al-Jazairia, (Warda (cantante)): "Bkurat ya Habybi", "Al-Ward", "Aslak Tatahib", "Iis'al Al-helwin"

- Muhammad Qandil: "Ya Rayehin al-Ghuriya" y "Bin Shatin y Miyah".

- Souad Hosni: Varias canciones de película.

- Muhammad Abdul Muttalib: "Al-naas Almughramin"

- Mohamed Mounir: Una de las últimas canciones de Kamal El Tawil es la canción "Ali Soutak Balighna".

## Otras actividades y vida personal
Kamal Taweel desempeño cargos políticos en el servicio público y fue elegido miembro del Consejo del Parlamento de Egipto. Estuvo casado con la quien fuera su esposa de toda la vida Paola Ezzat con la que tuvo dos hijos, Khaled y Ziyad, el cual es un reconocido compositor.

### Muerte
Kamal Al Taweel, falleció el 9 de julio de 2003 en El Cairo, Egipto, a los 81 años de edad, dejando una herencia de las más recordadas canciones patrióticas y populares de la historia musical Egipcia.